# Šumetlica (rijeka)
Šumetlica je hrvatska rijeka u Brodsko-posavskoj županiji, lijeva pritoka Save. Izvire na Psunju, kod naselja Podvrško. Duga je 26,7 km. Protječe kroz grad Nova Gradiška. Naselje Šumetlica dobilo je ime po rijeci.
Rijeka Šumetlica prolazi kroz sljedeća naselja: Šumetlica, Cernik, Nova Gradiška, Prvča, Visoka Greda i Savski Bok.